# テレビの中に住む女
「テレビの中に住む女」（テレビのなかにすむおんな、原題: The Idiot's Lantern）は、イギリスのSFテレビドラマ『ドクター・フー』のシリーズ2第7話。2006年5月27日にBBC Oneで初めて放送され、脚本はマーク・ゲイティス、監督はユーロス・リンが務めた。
本作の舞台は1953年のロンドンで、エリザベス2世の戴冠式の頃である。本作では肉体を持たない異星人のワイアが、テレビの視聴者の精神からエネルギーを消費して肉体を復活させようとする。

## 製作

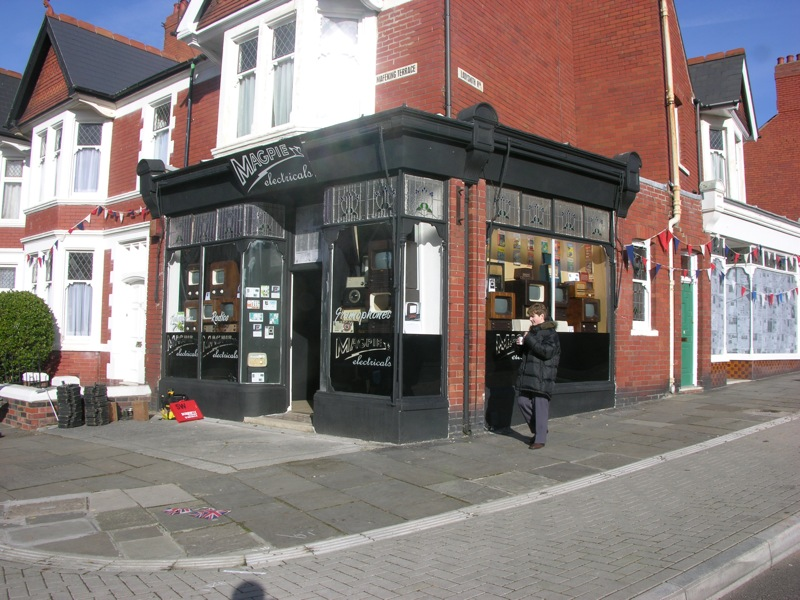
マグパイテレビ店

「テレビの中に住む女」の脚本は、9代目ドクターのエピソード「にぎやかな死体」や複数のスピンオフオーディオや小説を執筆したマーク・ゲイティスが担当した。原題 The Idiot's Lantern は脚本家のグレース・ロバーツが提案し、これは彼の父が実際にテレビをそう呼んでいたことに由来する。
本作のロケ地はロンドンのマズウェルヒルで、第2ユニット撮影はアレクサンドラ・パレス周辺で行われた。マグパイテレビ店の外装はカーディフのブレンヘイム・ロードで撮影された。
本作に関連するゲーム "Magpie Online Archive" はプレイヤーがBBCテレビの履歴のさまざまなクリップを検索して、ワイアが残したメッセージを探すファイル共有アプリケーションである。それまでのゲームとは異なり、『ドクター・フー』の公式Webサイトからのみアクセスできる。

### キャスト
トミー・コノリーを演じたローリー・ジェニングスは、ビッグ・フィニッシュのオーディオ I, Davros: Innocence で10代のダヴロスを演じた。トミーの祖母を演じたマーガレット・ジョンは、1968年に2代目ドクターの Fury from the Deep でミーガン・ジョーンズ役を演じていた。

## 放送
当夜の視聴者数は632万人、最高で778万人に達し、番組視聴占拠率は32.2%であった。最終数値は676万人で、その日最も視聴された番組となった。視聴者評価指数は84を記録した。本作はイギリスでは2006年7月に「サイバーマン襲来」「鋼鉄の時代」と共に通常版DVDでリリースされた。
日本ではNHK BS2で2007年1月30日に、NHK教育で2008年1月22日に放送された。2011年3月26日には LaLa TV で放送された。

## 評価
「テレビの中に住む女」の評価は賛否両論となった。SFXのイアン・ベリマンは「テレビの中に住む女」を5段階評価で4と評価し、物語の主軸をかなり実質的ではないと呼び、全て説明されることを好む視聴者を喜ばせないだろうと指摘した。しかし、彼は本作を楽しめるとして、ユーロス・リンの監督としての技量を褒めた。ベリマンは本作のハイライトは家族のサブプロットであると考えた。IGNのアフサン・ハクは本作を10段階評価で6.8とし、複数の論理的欠陥を見出して本作をわずかながらに面白いと評価した。デジタル・スパイの批評家デック・ホーガンは、「テレビの中に住む女」は類似したプロットであると感じたゲイティスの『ドクター・フー』の脚本「にぎやかな死体」の後ではがっかりするものであるとし、『ドクター・フー』そのものというよりもその模倣であるとも綴った。また、彼はワイア役のマクリーン・リップマンの演技を気に入らず、キャラクターに脅威が欠けていたと言い、トミーの父のサブプロットを"五月蠅い"と感じた。ガーディアンのスティーブン・ブルックは本作をシリーズで最も好きでないエピソードと呼び、クレバーすぎる上に模倣の度が過ぎるとした。